# Перджине-Вальдарно
Перджине-Вальдарно (итал. Pergine Valdarno) — коммуна в Италии, расположена в области Тоскана, в провинции Ареццо.
Население составляет 3154 человека (2008 г.), плотность населения составляет 68 чел./км². Занимает площадь 47 км². Почтовый индекс — 52020. Телефонный код — 0575.
Покровителем коммуны почитается святой Михаил, празднование 8 мая.

## Демография
Динамика населения:

## Администрация коммуны
- Официальный сайт: http://www.perginevaldarno.net/ Архивная копия от 10 сентября 2006 на Wayback Machine